# 天仙藤属
天仙藤属（学名：Fibraurea）是防已科下的一个属，为木质藤本植物。该属共有5种，分布于亚洲热带和亚热带地区。